# Sant Joan de Vilatorrada
Sant Joan de Vilatorrada (em catalão e oficialmente), San Juan de Torruella ou San Juan de Vilatorrada (em castelhano) é um município da Espanha na comarca de Bages, província de Barcelona, comunidade autónoma da Catalunha. Tem 16,43 km² de área e em 2021 tinha 10 871 habitantes (densidade: 661,7 hab./km²).

## Demografia
| Variação demográfica do município entre 1991 e 2004[carece de fontes?] | Variação demográfica do município entre 1991 e 2004[carece de fontes?] | Variação demográfica do município entre 1991 e 2004[carece de fontes?] | Variação demográfica do município entre 1991 e 2004[carece de fontes?] |
| ---------------------------------------------------------------------- | ---------------------------------------------------------------------- | ---------------------------------------------------------------------- | ---------------------------------------------------------------------- |
| 1991                                                                   | 1996                                                                   | 2001                                                                   | 2004                                                                   |
| 7974                                                                   | 8446                                                                   | 9336                                                                   | 9854                                                                   |